# Velika čačalaka
Velika čačalaka (lat. Ortalis poliocephala) je vrsta ptice iz roda Ortalis, porodice Cracidae. Živi isključivo u Meksiku, endem je te države. Prirodna staništa su joj suptropske i tropske suhe i vlažne nizinske šume.